# بلو ریج ایکرز (ویرجینیای غربی)
بلو ریج ایکرز (به انگلیسی: Blue Ridge Acres) یک منطقهٔ مسکونی در ایالات متحده آمریکا است که در شهرستان جفرسون، ویرجینیای غربی واقع شده‌است.